# A Beginner’s Guide to Snuff
A Beginner’s Guide to Snuff ist eine US-amerikanische Horrorkomödie aus dem Jahr 2016.

## Handlung
Die Brüder Dresden und Dominic Winters versuchen sich erfolglos als Filmproduzenten in Hollywood. Um endlich erfolgreich zu werden, beschließen sie, einen Snuff-Film zu drehen. Sie casten einige Darstellerinnen und wählen die allein lebende Jennifer als ihr Opfer aus.
Sie entführen Jennifer aus ihrem Haus und verbringen sie in eine Lagerhalle, um sie dort vor laufender Kamera zu foltern und umzubringen. Jennifer durchschaut jedoch die mangelnde Professionalität der Brüder und kann sich befreien. Sie entpuppt sich als Serienkillerin, die für mehrere Morde in Los Angeles verantwortlich ist, bei denen den Opfern der Penis abgeschnitten worden ist. Nun jagt sie die Brüder durch die Halle und bringt beide am Ende um. Aus dem Filmmaterial, dass erst die Brüder und dann sie selbst aufgenommen haben, schneidet sie einen Film und veröffentlicht ihn.

## Hintergrund
Der Film wurde im Verleih der Splendid Film in Deutschland am 23. März 2018 als DVD-Premiere veröffentlicht.